# Atlas de la Création
L’Atlas de la Création est un ouvrage créationniste rédigé par Harun Yahya et publié par l'éditeur turc Global Publishing en 2006. L’Atlas de la Création s’est notamment fait connaître en 2007 lorsque des dizaines de milliers de copies du livre ont été envoyées sans sollicitation à des écoles, à des instituts et à des chercheurs à travers l’Europe et les États-Unis.

## Présentation
L'ouvrage commente un grand nombre de fossiles de façon à prouver que l'évolution est une supercherie scientifique et que la seule vérité se trouve dans le Coran. Il s'inscrit ainsi dans la lignée du néocréationnisme musulman.
La consultation du site présentant cette encyclopédie permet d'obtenir les précisions suivantes :
- la présentation de l'ouvrage est faite avec une approche qui se veut scientifique (chapitres portant sur la notion de fossiles et sur les spécimens de fossiles découverts sur les différents continents, schémas et illustrations explicatifs, photos, etc.) ;
- la conclusion de la présentation commence par « Dieu a créé l'Univers et tout ce qui vit » et comporte 6 citations de versets du Coran.

En outre, l'auteur de l'ouvrage, Harun Yahya, pseudonyme d'Adnan Oktar, précise que « la réelle source du terrorisme est le matérialisme et le darwinisme ».
La thèse du livre est que la Terre a bien 4,6 milliards d'années, mais que les formes de vie n'ont pas évolué. Il s'agit d'un point de vue proche du fixisme traditionnel, mais bien distinct du dessein intelligent, qui défend l'idée d'une évolution guidée.

## Diffusion de l'ouvrage

### Contexte d'apparition
Aux États-Unis, pays historiquement le plus touché par le créationnisme, les attaques contre la théorie de l'évolution sont essentiellement exercés sur les programmes scolaires. Dans les années 1980, une nouvelle forme de créationnisme a fait son apparition dans les pays musulmans. Jusqu'alors, l'Europe semblait avoir été relativement épargnée par ce genre d'offensive,.

### Europe occidentale
Début février 2007, la presse française s'est fait l'écho d'un envoi en grand nombre à différentes instances du ministère de l'Éducation nationale (rectorats, bibliothèques, centres d'information pédagogiques, enseignants) d'un livre se voulant à caractère encyclopédique, écrit par Harun Yahya, pseudonyme d'Adnan Oktar, et publié par la maison d'édition Global à Istanbul. Selon différents organes de presse, cet envoi était suffisamment massif pour que le ministère de l'Éducation nationale diffuse un message d'alerte afin de mettre en garde les destinataires envers une action qui présente un fort caractère de propagande et de prosélytisme. Le Figaro s'étonne du fait que les ouvrages aient été envoyés pour certains aux adresses privées d'enseignants.
Emre Calikoglu, porte-parole de l'éditeur Global, affirme que 2 000 exemplaires de l'Atlas ont été envoyés en France et en Belgique.
Fin mars 2007, la presse de Suisse romande se fait, à son tour, l'écho d'une action similaire à destination, là aussi, du système éducatif public du pays. Adnan Oktar revendique d'avoir vendu 1,5 million d'ouvrages dans le monde en 2007.

## Critiques
Bien que l'ouvrage ait des prétentions scientifiques, il relèverait davantage du propagandisme islamiste que de l'approche scientifique par sa façon d'aborder la question et compte tenu des thèmes abordés,,,,.
Ce travail compte près de 45 000 illustrations et les évolutionnistes ont trouvé quelques erreurs sur lesquelles ils se sont focalisés. Il est révélé que certaines photos d'insectes actuels, dont Harun Yahya prétend que les similitudes avec des insectes fossiles prouvent l'absence d'évolution (et ce en ignorant la théorie des équilibres ponctués), sont en fait des faux. Trois des photos représentaient en effet un appât artificiel pour poissons (avec hameçon) au lieu d'un insecte actuel, et provenaient d'un site de leurres pour la pêche, comme l'a révélé Graham Owen, le créateur du site.
Selon certains scientifiques, le livre montre une mauvaise compréhension de la théorie de l'évolution (ignorance de la théorie des équilibres ponctués, confusion entre anagénèse et cladogénèse, confusion entre phylogénie et généalogie) ; d'autres critiquent également l'absence de noms d'espèces et d'échelles, ce qui est d'après eux destiné à brouiller les pistes et empêcher les vérifications,. Il contiendrait également une grande somme d'arguments fallacieux, et des mensonges sur les affinités morphologiques et anatomiques de plus de la moitié des fossiles, comme la présentation d'une crinoïde comme étant un annélide tubicole ou de cinq espèces de perches distinctes présentées comme étant de la même espèce, voire l'inclusion de photographies d'appâts artificiels pour la pêche à la mouche,.
D'autres chercheurs auraient mis en évidence des confusions. Par exemple, les araignées de mer y sont présentées comme « des araignées semblables à des crabes », alors qu'elles sont en fait des crustacés et non des arachnides. Il prétend aussi l'absence de différence entre l'araignée de mer et des thomises fossiles, pourtant phylogénétiquement éloignées et morphologiquement très différentes. La salamandre fossile Karaurus est prise pour une grenouille et est présentée comme exactement semblable aux rainettes actuelles (qui sont des anoures et contrairement au fossile ne possèdent pas de queue). Des crocodiles extrêmement différents sont également présentés comme de la même espèce, et un serpent de mer est présenté comme une anguille. Enfin, il existe quelques inexactitudes sur les âges. Par exemple, Karaurus, la  salamandre déjà présentée comme une grenouille, n'est pas datée de 280 millions d'années comme le prétend le livre, mais de 160 millions d'années (Jurassique supérieur)[réf. nécessaire].

Le rapport de Guy Lengagne, Les dangers du créationnisme dans l'éducation, présenté le 8 juin 2007 devant le Conseil de l'Europe, est particulièrement critique à l'encontre de Harun Yahya : 

« Dans ses nombreux ouvrages anti-darwinistes, Harun Yahya tente de démontrer l’absurdité et la non scientificité de la théorie de l’évolution qui n’est pour lui qu’une des plus grandes « supercheries de Satan ». Or, la démonstration pseudo-scientifique qu’il opère dans son ouvrage intitulé L’Atlas de la création, ne peut en aucun cas être considérée comme scientifique. L’auteur tente en effet de prouver la non scientificité de la théorie de l’évolution en mettant en cause les preuves de l’évolution. Harun Yahya ne rend compte d’aucun questionnement préalable. De plus, ne faisant que comparer des photos de fossiles à des photos d’espèces actuelles, il n’apporte aucune preuve scientifique à ses propos. […] L’ouvrage d’Harun Yahya apparaît davantage comme un traité de théologie primitif que comme une réfutation scientifique de la théorie de l’évolution. »